# New Castle (Kolorado)
New Castle – miasto w Stanach Zjednoczonych, w stanie Kolorado, w hrabstwie Garfield.